# Atanas Suvandžiev
Atanas Suvandžiev (bulharsky Атанас Суванджиев) (* 14. července 1950 – červenec 2012) byl bulharský rohovník/boxer.

## Sportovní kariéra
Připravoval se v armádním klubu CSKA v Sofii. V roce 1972 startoval na olympijských hrách v Mnichově a vypadl v prvním kole s Němcem Jürgenem Fanghänelem. V roce 1976 startoval na olympijských hrách v Montrélu a prohrál ve čtvrtfinále s Rumunem Mirceou Șimonem. Sportovní kariéru ukončil po roce 1978. Po skončení sportovní kariéry se věnoval trenérské práci. Zemřel v roce 2012.

## Výsledky
| Turnaj             | 1972       | 1973       | 1974       | 1975       | 1976       | 1977       | 1978       |
| Turnaj             | 22         | 23         | 24         | 25         | 26         | 27         | 28         |
| Turnaj             | těžká váha | těžká váha | těžká váha | těžká váha | těžká váha | těžká váha | těžká váha |
| ------------------ | ---------- | ---------- | ---------- | ---------- | ---------- | ---------- | ---------- |
| Olympijské hry     | úč.        |            |            |            | úč.        |            |            |
| Mistrovství světa  |            |            | —          |            |            |            | úč.        |
| Mistrovství Evropy |            | 3.         |            | úč.        |            | 3.         |            |